# Silvio Mix
Silvio Mix (Trieste, 1900 – Gallarate, 1927) è stato un compositore e direttore d'orchestra italiano, importante esponente del futurismo musicale italiano.
Si formò da autodidatta avvicinandosi molto ai ritmi jazz americani, e ha composto le musiche di Angoscia delle macchine (Vasari) e di Balletto Cocktail (Marinetti). Suo è pure il Profilo sintetico-musicale di Marinetti per pianoforte, e il balletto Psicologia di Macchine (1924). Cocktail è stato eseguito anche a Parigi.